# Pink Cross Foundation
Pink Cross Foundation, fundada por la ex actriz porno Shelley Lubben, es una asociación sin fines de lucro dedicada a llegar a los trabajadores de la industria del cine pornográfico y adulto, que ofrece ayuda emocional, financiera y con fines de cambio en su vida. También llega a quienes luchan contra la pornografía infantil ofreciendo educación y recursos para recuperarse.